# 불구가 된 미국
불구가 된 미국(Crippled America: How to Make America Great Again)은 사업가이자 (이후 45대 및 47대 미국 대통령) 도널드 트럼프의 논픽션 책으로, 2015년 사이먼 & 슈스터에서 하드커버로 처음 출판되었다. 이후 8개월 뒤 '위대한 미국: 어떻게 우리의 망가진 미국을 고칠 것인가'(Great Again: How to Fix Our Crippled America)라는 제목으로 무역 페이퍼백 형식으로 개정판이 재출판되었다. 이전 저서인 Time to Get Tough (2011)가 2012년 미국 대통령 선거에 기여했듯이, 크리플드 아메리카는 트럼프가 2016년 선거에 보수적인 기조로 출마하면서 그의 정치적 의제를 설명했다.
트럼프는 자신이 왜 미국의 효과적인 지도자가 될 수 있는지에 대한 자신의 주장을 펼치고, 공화당원들에게 자신이 보수적 가치를 지지한다고 재확인한다. 그는 자신에 대한 언론의 보도를 비판하면서도 선거 운동 중 자신의 결정들을 옹호한다. 크리플드 아메리카는 미국이 "다시 승리하기" 시작해야 한다고 강조한다. 트럼프는 자신의 비즈니스 전문 지식이 정부의 성공으로 이어질 수 있으며, 그의 "아웃사이더" 지위를 협상에 활용할 수 있다고 주장한다. 국내 정책 문제에 대해서는 국경 보안 강화와 환자보호 및 부담적정보험법 폐지를 권고한다. 외교 정책에 대해서는 중국이 자유 무역에 미치는 영향을 비판적으로 분석한다.
이 책은 뉴욕 타임스 베스트셀러 목록에서 5위로 데뷔했다. NPR은 크리플드 아메리카를 유사한 선거 운동 서적의 전형으로 평가하며, 트럼프의 정치적 의제에 대한 기본적인 개요만을 제공한다고 했다. On the Issues의 서평은 긍정적이었으며, 크리플드 아메리카가 트럼프가 구체적인 정치적 입장이 없다는 주장들을 반박한다고 언급했다. 뉴욕 타임스의 기자 미치코 가쿠타니는 트럼프가 자신의 사업 벤처를 자랑하면서도 미국에 대한 디스토피아적 시각을 제시했다고 비판했다. 책의 문체에 관해서는 CNN의 제레미 다이아몬드가 크리플드 아메리카가 "트럼프의 특징적인 단순한 산문과 곁가지 이야기들"을 중심으로 쓰였다고 묘사했다.

## 내용 요약
크리플드 아메리카에서 도널드 트럼프는 2015년까지 지난 20년간의 미국에 대한 자신의 견해를 설명한다. 트럼프는 직업 정치인, 특수 이익 단체, 그리고 로비스트들이 국가의 쇠퇴에 책임이 있다고 주장한다. 책 전체에서 트럼프는 버락 오바마 대통령을 비판하고, 뉴스 미디어로부터 부당하게 비판받았다고 주장한다. 그는 기자들, 특히 메긴 켈리가 그의 예상치 못한 지지율 상승 때문에 자신에 대해 불리하게 기사를 썼다고 말한다. 트럼프는 또한 언론의 이점에 대해 설명하며, 그의 솔직한 성격과 과장법의 재능이 더 많은 홍보로 이어진다고 언급한다. 과거에 정치적 견해를 바꾼 것에 대해 트럼프는 공화당원들에게 자신이 이상적인 보수주의자임을 재확인한다. "몇 년 전, 나는 진보적인 민주당원들이 우리 나라에 무슨 짓을 하는지 보기 시작했을 때 바뀌었다. 이제 나는 큰 마음을 가진 보수 공화당원이다"라고 말했다. 트럼프는 자신이 나라를 이끈다면 국내외 문제에 대한 자신의 정책들을 개략적으로 설명한다.
미국 국내 정책에 대해 트럼프는 책을 이민, 의료, 경제, 교육, 사회 프로그램, 에너지에 대한 장으로 세분화한다. 그는 미국으로의 불법 이민을 억제하는 개혁을 지지하며, 미국의 이민 시스템이 폭력 범죄자들이 국가에 들어오는 것을 허용한 실패작이라고 설명한다. 트럼프는 미국-멕시코 국경에 강력한 보안을 제안하며, 이는 상당한 국경 장벽 건설과 성역 도시에 대한 연방 기금 삭감을 포함한다. 환자보호 및 부담적정보험법에 반대하는 트럼프는 연방 법규를 폐지하고 자유 시장 의료 시스템으로 대체하는 것을 선호한다고 말한다. 이 책은 경제 성장을 촉진하기 위한 미국 기반 시설 투자에 대한 트럼프의 지지를 다룬다. 그는 자신의 계획이 1,300만 개의 일자리를 창출하고 프랭클린 D. 루스벨트의 뉴딜 이후 가장 큰 경제 호황을 가져올 것이라고 주장한다. 미국 교육부에 관해서는, 트럼프는 교육부를 폐지하고 학교들이 학생들을 유치하기 위해 경쟁하며, 교육 정책 결정을 주 수준으로 되돌려야 한다고 주장한다. 트럼프는 자신을 사회 보장에 찬성하는 입장으로 묘사하며, 대체 에너지원에 비판적이고 기후 변화에 대한 인간의 영향에 회의적이다.
외교 정책 문제에 대해서는, 트럼프는 중국이 미국에 미치는 영향에 대해 비판적으로 논한다. 이 책은 중국을 미국 수입품에 대한 "적"으로 언급하며, 중국 정부가 통화 조작과 기업 스파이 행위를 한다고 비난한다. 트럼프는 중국 사업과의 재정적 관계를 회상하며, 미국이 국제 무역 협상을 위해 강력한 지도자를 필요로 한다고 믿는다. 그는 문제가 복잡함에도 불구하고 중국 경제는 미국과의 무역에 미국만큼 의존하고 있다고 결론짓는다. 책에서 다뤄지는 다른 중요한 주제로는 시리아 난민 위기, 이라크와 아프가니스탄 전쟁, 그리고 ISIL에 맞서는 전략에 대한 트럼프의 분석이 포함된다.
크리플드 아메리카는 트럼프의 정치적 이념과 개인적인 일화를 혼합한다. 트럼프는 아버지로서의 장점과 남편으로서의 단점을 회상한다. 우연히도 그는 자신의 두 번의 이전 결혼 실패를 자신 탓으로 돌린다. 이 책은 그의 아버지 프레드 트럼프의 가르침 아래 경험과 삶의 교훈을 얻었던 시간을 다룬다. 크리플드 아메리카에는 "저자 소개" 장이 포함되어 있으며, 트럼프의 금융 자산과 부동산 투자에 대한 개요를 제공한다. 트럼프는 자신의 사업적 성과가 성공의 모범이 되며, 지도자로서 자신이 미국이 "다시 승리"하는 데 도움을 줄 것이라고 주장한다. 트럼프의 정치 진입에 대한 더 많은 논의가 제공된다. 트럼프는 정치 무대에서의 자신의 아웃사이더 지위와 사적 부문에서의 경험이 정부의 성공으로 쉽게 이어질 것이라고 주장한다. 그는 세계 금융 거래 협상에 대한 자신의 전문 지식이 국제 무대에서 외교적 거래를 중개하는 데 활용될 수 있다고 쓴다.

## 구성 및 출판
크리플드 아메리카는 2016년 미국 대통령 선거 캠페인 동안 트럼프의 보수적 견해를 보여주는 홍보 수단으로 사용되었다. 크리플드 아메리카 작업에 앞서 트럼프는 두 권의 정치 서적을 출판했다. The America We Deserve (2000)는 2000년 대통령 캠페인 강령을 위한 것이었고, Time to Get Tough (2011)는 2012년 대통령 캠페인을 위한 것이었다. 이 책은 트럼프의 반대자들에게 그가 합법적인 정치적 입장을 가지고 있으며 확고한 보수주의자임을 공화당원들에게 재확인하려 했다.
공식적으로 공동 저자로 인정된 사람은 없지만, 트럼프는 다작의 대필작가 데이비드 피셔의 도움을 받았다. 뉴욕 데일리 뉴스는 협력 과정을 목격한 사람의 말을 인용하며 무작위적인 일이라고 생각했다고 보도했다. "그(도널드)는 일련의 전화 통화와 선거 연설 발췌본으로 길에서 이 작업을 마쳤다." 피셔는 2021년에 이 책에 대해 논의하면서 트럼프가 내용에 관심을 보이지 않았다고 말하며, 대신 "그에게 가장 중요했던 것은, 그 어떤 것보다도, 사진이었다"고 언급했다.
트럼프는 2015년에 책의 우울한 제목에 대해 표지 사진이 영감을 주었다고 말했다. "정말 못생긴 사진이 하나 있었다. 정말 끔찍하고, 끔찍하고, 못생긴 사진이었다. 못된 남자처럼 보였다. ... 나는 '우리가 '크리플드 아메리카'라고 부를 거야.'라고 말했다. 왜냐하면 그것이 현실이기 때문이다. 그것은 '망가진 미국'이다." 반대로 책의 서문에 따르면 제목이 사진 선택을 결정했다. 어쨌든 수많은 홍보 행사 동안 트럼프는 책에 대한 논의를 표지에 국한시켰다.
크리플드 아메리카는 2015년 사이먼 & 슈스터에서 하드커버 형태로 처음 출판되었다. 같은 해에 전자책 형식과 제레미 로웰이 목소리를 낸 오디오북이 출시되었다. 2016년 대통령 선거 캠페인 동안, 이 책은 Great Again: How to Fix Our Crippled America라는 제목으로 트레이드 페이퍼백 형식으로 재발행되었다. 새로운 서문과 더 화사한 표지 초상화가 추가되었다. 이 책은 덴마크어, 프랑스어, 독일어, 일본어, 한국어, 폴란드어, 베트남어로도 출판되었다.

## 판매 및 평가
이 책을 출간하기 위해 트럼프는 2015년 11월 3일 뉴욕시 트럼프 타워에서 기자회견과 사인회를 열었다. 그는 이 책을 굿모닝 아메리카, 폭스 & 프렌즈, 라이브 위드 켈리 & 마이클, 해니티, 모닝 조, 인포워즈 등 다양한 프로그램에 홍보했고, 10월과 11월 내내 유세에서 언급했으며, 트위터에 31번 게시했다. 2016년 6월 회고하면서 트럼프는 "나는 홍보도 안 하고 아무것도 안 했는데도 여전히 잘 나갔다"고 말했다.
크리플드 아메리카는 2015년 11월 12일 뉴욕 타임스 베스트셀러 목록 하드커버 논픽션 부문에서 5위로 데뷔했다. 이는 공화당 후보 벤 카슨의 책 A More Perfect Union: What We the People Can Do to Reclaim Our Constitutional Liberties보다 한 단계 뒤진 순위였다. 총 13주 동안 타임스 베스트셀러 목록에 머물렀다. 닐슨 북스캔에 따르면, 크리플드 아메리카는 2016년까지 출판된 다른 모든 정치 후보 서적을 제치고 판매되었으며, 2016년 3월까지 페이퍼백 버전은 품절되었고 하드커버는 199,000부가 추가로 판매되었다. 트럼프는 같은 해 책 총 판매액으로 100만 달러에서 500만 달러 사이의 수입을 얻었다고 보고했다. 트럼프는 모든 수익이 자선 단체로 갈 것이라고 거짓 약속했다.
NPR은 크리플드 아메리카가 "새로운 지평을 열지 못했다"고 쓰며, "문학 작품이라기보다는 정치적 도구"에 가까운 다른 선거 운동 서적들과 비슷하다고 평했다. 킹스 리뷰의 크리스 타운센드는 이 책을 책의 직접 인용으로 묘사했다. "이 책에는 미묘하거나 세련된 부분이 거의 없다." 타운센드는 이 책이 트럼프의 이전 저서인 트럼프: 거래의 기술 (1987)처럼 "트럼프를 미국을 위한 최고의 거래를 성사시킬 사업가"로 묘사한다고 평가했다. 그는 또한 크리플드 아메리카가 "무엇보다도 비즈니스 책"이며, 이전 책들의 주제를 국가적 규모로 확장했다고 평가했다. On the Issues의 제시 고든은 이 책에 대해 긍정적인 평가를 내렸으며, 크리플드 아메리카가 트럼프의 반대자들에게 그의 정치적 입장을 보여준다고 썼다. 고든은 "트럼프는 자신만의 독특한 스타일로 구체적인 정책 선택을 제시하며, 진정한 구체성과 실질적인 내용으로 자신이 어떻게 그런 결론에 도달했는지 상세히 설명한다"고 주장한다.
뉴욕 타임스의 기자 미치코 가쿠타니는 이 책이 트럼프의 사업적 성과를 자랑하면서도 미국에 대한 암울하고 디스토피아적인 시각을 표현한다고 비판했다. 가쿠타니는 덧붙여 "여러 면에서 트럼프 씨 자신의 인용문과 글은 그의 가치관, 행동 방식, 그리고 끊임없이 복수에 초점을 맞춘 어두운 전망을 가장 생생하고 놀랍게 보여준다"고 말했다. 워싱턴 타임스의 존 R. 코인은 "오늘날의 정교하게 짜인 선거 운동 가부키"에 대한 트럼프의 직설적인 성격을 강조했다. 코인은 크리플드 아메리카의 진술에 대해 트럼프와 미디어 간의 상호 이익 관계를 지적하며, "그들은 보도되고 증폭된다. 트럼프 씨는 이득을 본다. 미디어도 마찬가지다"라고 말했다. CNN의 제레미 다이아몬드는 트럼프의 선거 운동 연설과 집회처럼 이 책도 "트럼프의 특징적인 단순한 산문과 곁가지 이야기들"로 쓰여졌다고 언급했다. 다이아몬드는 내용이 그의 선거 운동을 따랐던 사람들에게는 익숙하지만, "트럼프라는 남자, 그리고 그가 공화당 후보 지명을 위해 어떻게 미래를 그려나갈 계획인지에 대해 일부 통찰력을 제공한다"고 설명했다.

## 같이 보기
- 도널드 트럼프의 저서 목록